# Ліжер-Ворлд (Меріленд)
Ліжер-Ворлд (англ. Leisure World) — переписна місцевість (CDP) в США, в окрузі Монтгомері штату Меріленд. Населення — 9215 осіб (2020).

## Географія
Ліжер-Ворлд розташований за координатами 39°6′15″ пн. ш. 77°4′8″ зх. д. / 39.10417° пн. ш. 77.06889° зх. д. (39.104079, -77.068940).  За даними Бюро перепису населення США в 2010 році переписна місцевість мала площу 2,85 км², з яких 2,83 км² — суходіл та 0,02 км² — водойми.

## Демографія
Згідно з переписом 2010 року, у переписній місцевості мешкало 8749 осіб у 5654 домогосподарствах у складі 1965 родин. Густота населення становила 3066 осіб/км².  Було 6391 помешкання (2239/км²).
Расовий склад населення:
| - 74,9 % — білих - 17,3 % — чорних або афроамериканців - 3,8 % — азіатів - 0,1 % — вихідців з тихоокеанських островів - 0,1 % — корінних американців - 2,2 % — осіб інших рас |

До двох чи більше рас належало 1,6 %. Частка іспаномовних становила 6,7 % від усіх жителів.
За віковим діапазоном населення розподілялося таким чином: 4,5 % — особи молодші 18 років, 22,6 % — особи у віці 18—64 років, 72,9 % — особи у віці 65 років та старші. Медіана віку мешканця становила 77,2 року. На 100 осіб жіночої статі у переписній місцевості припадало 53,3 чоловіків;  на 100 жінок у віці від 18 років та старших — 51,7 чоловіків також старших 18 років.
Середній дохід на одне домашнє господарство  становив 72 137 доларів США (медіана — 53 175), а середній дохід на одну сім'ю — 98 789 доларів (медіана — 85 682). Медіана доходів становила 60 461 долар для чоловіків та 59 875 доларів для жінок. За межею бідності перебувало 7,1 % осіб, у тому числі 29,2 % дітей у віці до 18 років та 5,3 % осіб у віці 65 років та старших.
Цивільне працевлаштоване населення становило 2167 осіб. Основні галузі зайнятості: освіта, охорона здоров'я та соціальна допомога — 31,1 %, науковці, спеціалісти, менеджери — 16,1 %, публічна адміністрація — 12,9 %.